# Jacqueline Domergue
Jacqueline Domergue, dite Jaïc, née le 8 septembre 1924 à Ismaïlia (Égypte), morte le 29 novembre 1957 à L'Arba en Algérie, est une infirmière pilote secouriste de l’air.

## Biographie
Jacqueline Domergue, en 1949 s'inscrit à l'école de la Croix-Rouge de la Croix Saint-Simon. Diplômée des IPSA (Infirmières Pilotes, parachutistes et Secouristes de l'Air) en 1951, elle obtient son brevet 1e degré dans la foulée. Elle effectue quelques voyages en tant qu'hôtesse sanitaire en attendant de passer le concours d'entrée au GMMTA. Elle est reçue à ce concours des convoyeuses de l’air fin 1952 (2ème de la promotion malgré un plâtre à une jambe). Elle obtient son brevet pilote de tourisme 2e degré. Jaïc participe à la campagne d'Indochine (1954). Le 21 mars 1954 elle convoye 180 soldats de Plei-Ku avec 4 autres convoyeuses.
Elle a une mission à Chypre (1956) lors du début de la crise de Suez et sera la première convoyeuse parachutée à Port-Saïd. Puis elle fait plusieurs séjours en Algérie. En 1955, elle est championne de France féminine en parachute et 16e au classement général.
Son courage en Indochine lui a valu la croix de guerre T.O.E. avec citation à l'ordre de l'Armée de l'air. Puis, en 1956, celle de la médaille d'honneur du service de santé de l'Air en or.
Le 29 novembre 1957, au cours d’une évacuation sanitaire en hélicoptère au sud de L'Arba (Algérie), elle est tuée d’une balle en plein front,. Elle avait effectué 3 400 heures de vol. Ses obsèques sont d'abord célébrées le lundi 2 décembre 1957 à Alger, puis des obsèques nationales ont lieu aux Invalides pour le retour de son corps à Paris. Elle est inhumée au cimetière du Père-Lachaise (84e division).

## Vie familiale
Sa sœur Marie-Thérèse dit "Myrèse" née le 15 avril 1933 à Ismaïlia (Egypte) devint également une I.P.S.A promotion 1957 et une convoyeuse de l'air en 1959 .
Infirmière diplômée, en 1952, elle passe son brevet pilote 1e degré. En1954, elle gagne le tour de France aérien ainsi qu'en 1957. Abandonnant le parachutisme après le 9e saut, elle obtient le brevet pilote second degré et ceux de pilote remorqueur de planeur et de vol à voile (B-C et une épreuve du brevet D). En 1955, elle continue de participer à des compétitions aériennes,.

## Hommages
Elle est nommée à titre posthume chevalier de la Légion d'honneur (1958) et se voit attribuer la croix de la Valeur militaire avec palme. Elle reçoit également la croix de vermeil de la Croix rouge française.
Rues baptisées du nom de Jacqueline Domergue :
1. Quimper, le 23 février 1958.
2. Boulay-les-Barres, le mardi 27 septembre 2011[14].
3. Bron, le samedi 30 avril 2016[15].
4. Paris 17e, le 5 juillet 2018[16],[17].

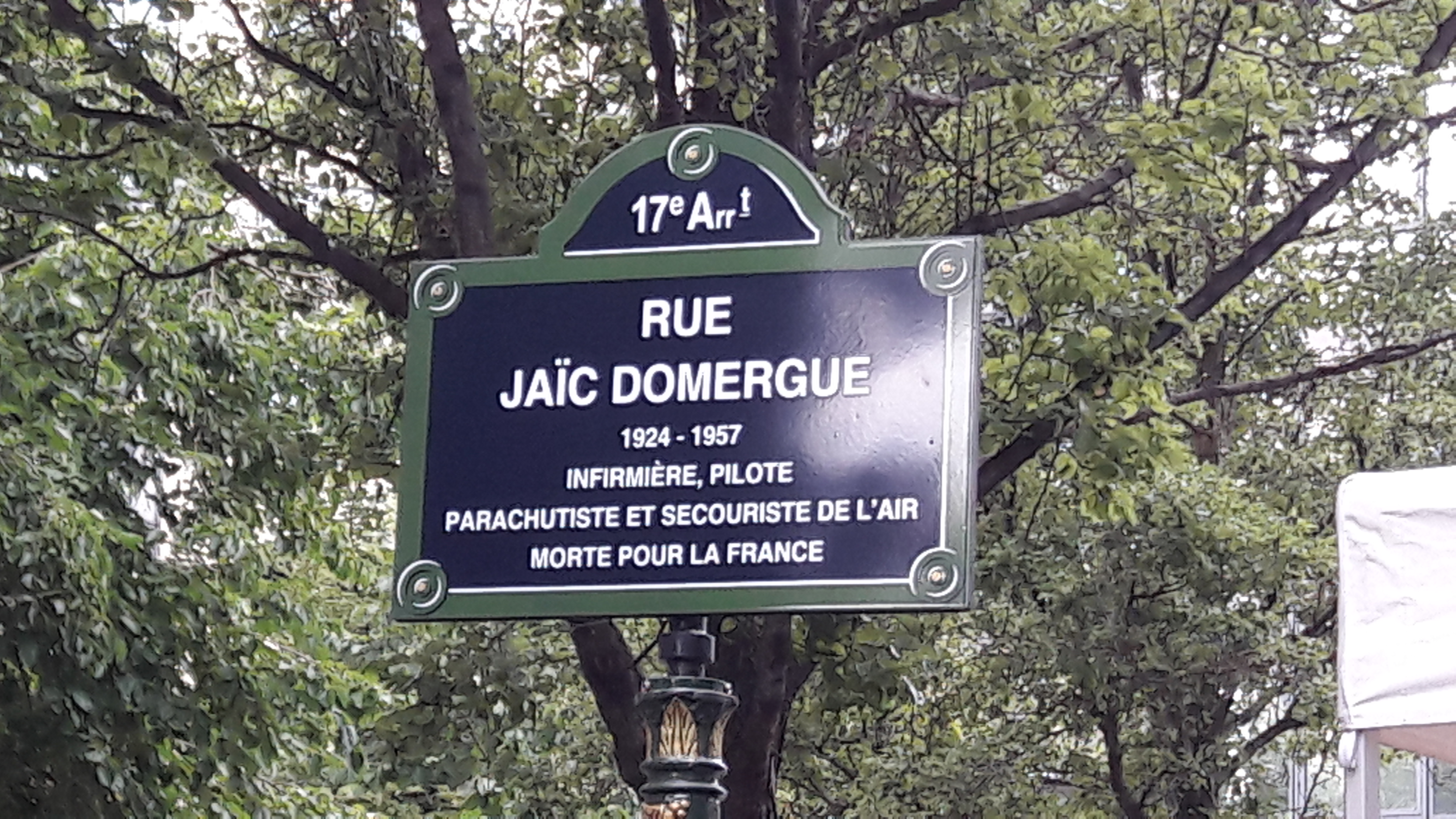
Rue Jaïc Domergue à Paris.

Le 19 mars 2017, pour le 55e anniversaire du cessez-le-feu de la guerre d'Algérie, une cérémonie a lieu au cimetière du Père-Lachaise en présence d'Anne Hidalgo. Son nom est ajouté à la plaque du mémorial en hommage aux militaires « morts pour la France » en Afrique du Nord de 1952 à 1962.

## Presse
- Le Journal du dimanche du 01/12/1957 : « Jaïc Domergue, l’infirmière championne de parachutisme a été tuée au cours d’une furieuse bataille à 30 km. d’Alger ».
- France-Soir du 04/12/1957 : « A 33 ans, Jaïc avait effectué son 500e saut en parachute ».
- Jours de France du 14/12/1957 : « La vie et la mort exemplaires de JAÏC DOMERGUE L’INFIRMIÈRE DU CIEL ».
- Radar n°462 du 15/12/1957 : « Jaïc Domergue vraie fille de France. Elle portait sous le feu son sourire aux blessés » (page de couverture du journal).
- 3e « Femme française » de l’année 1957 au sondage de Radio Luxembourg publié le 31/12/1957.
- Revue TIMSAH[20] no 44 de Novembre 1997 : « Jacqueline Domergue dite Jaïc »
- Mémoire Vive n°18, 2e trimestre 2002, de la revue du Centre de Documentation Historique sur l'Algérie[21].